# Красинські з Красина
Красинські з Красина — шляхетна, пізніше княжа родина часів Речі Посполитої, яка походила з міста Красина в Серпцькому повіті, використовувала герб Сліповорон і, ймовірно, була споріднена з родиною Красинських.

## Історія
Відомо, що у 1414 році Марцін і Немир з Красина отримали право на Хелмно. У 1577 році місто належало Марціну та Петру Красинським.
Правитель Прусії надав представникам родини княжий титул.
У 1746 році в Плоцьку проживав представник цього роду Домінік Пьотр Красинський. У середині XVII століття Красин належав Яну, сину Петра, одруженому з Маріаною Добжинецькою. Їхніми дітьми були Томаш і Бенедикт, які продали Красино Луковському в 1800 році.
До цієї родини входили: Томаш, одружений з Катериною Киселевською, та Якуб (народився в Красині 1776 р.), який одружився з Соломією Суською. Сином був Антоній (1810 р.н.), власник Ясьонка. У 1832 році одружився з Юзефою Жолтовською. Їхні сини: Пьотр (1833 р.н.), Кароль (1838 р.н.) та Францішек Владислав (1852 р.н.).